# Briar Creek
Briar Creek és una població dels Estats Units a l'estat de Pennsilvània. Segons el cens del 2000 tenia 651 habitants.

## Demografia
Segons el cens del 2000, Briar Creek tenia 651 habitants, 250 habitatges, i 162 famílies. La densitat de població era de 158,1 habitants per quilòmetre quadrat.
Dels 250 habitatges en un 0% hi vivien nens de menys de 18 anys, en un 46,8% hi vivien parelles casades, en un 12% dones solteres, i en un 35,2% no eren unitats familiars. En el 30% dels habitatges hi vivien persones soles l'11,2% de les quals corresponia a persones de 65 anys o més que vivien soles. El nombre mitjà de persones vivint en cada habitatge era de 2,38 i el nombre mitjà de persones que vivien en cada família era de 2,91.
Per edats la població es repartia de la següent manera: un 20,7% tenia menys de 18 anys, un 8,1% entre 18 i 24, un 26,3% entre 25 i 44, un 21% de 45 a 60 i un 23,8% 65 anys o més.
L'edat mediana era de 41 anys. Per cada 100 dones de 18 o més anys hi havia 81,7 homes.
La renda mediana per habitatge era de 23.594 $ i la renda mediana per família de 27.833 $. Els homes tenien una renda mediana de 22.150 $ mentre que les dones 19.583 $. La renda per capita de la població era de 13.009 $. Entorn de l'11,6% de les famílies i el 17,6% de la població estaven per davall del llindar de pobresa.

## Poblacions més properes
El següent diagrama mostra les poblacions més properes.